# Gustav Eduard Kafka
Gustav Eduard Kafka (* 4. Februar 1907 in München; † 17. Januar 1974 in Graz) war ein deutsch-österreichischer Rechts- und Politikwissenschaftler.

## Leben
Kafka war der Sohn des aus Wien stammenden Psychologen Gustav Kafka und ein entfernter Verwandter des Dichters Franz Kafka. Nach dem Besuch des Gymnasiums studierte er Jura und Volkswirtschaftslehre an den Universitäten von München, Kiel und Leipzig. Er bestand 1929 das Referendarexamen und schloss die juristische Ausbildung nach dem Vorbereitungsdienst im Jahr 1933 mit dem sächsischen Assessorexamen ab.
Im Jahr 1934 wurde Kafka mit der Dissertation „Über den Begriff der Richtlinie im Sozialversicherungsrecht“ in Leipzig promoviert. Weil er einen jüdischen Großelternteil hatte, und aus politischen Gründen wurde er nicht in den Staatsdienst übernommen. Er war daher
zunächst von 1933 bis 1934 als Wirtschaftsprüfer und anschließend bis 1938 als Syndikus und Exportleiter eines Arzneimittelherstellers in Dresden tätig.
1938 floh Kafka zunächst nach Frankreich und dann 1939 in die Niederlande; dort wurde er im Jahr 1940 von der Gestapo verhaftet und bald darauf vom Volksgerichtshof zu fünf Jahren Haft verurteilt. Er war in der Folgezeit in 18 verschiedenen Gefängnissen inhaftiert, ab 1943 in der Justizanstalt Graz-Karlau.
1945 gelang Kafka die Flucht aus der Haft. Er war in der Folgezeit zunächst als Übersetzer für die britische Armee und die Polizei in Graz tätig. Von 1948 bis 1952 arbeitete Kafka als Abteilungsleiter bei der Sicherheitsdirektion in Graz, anschließend von 1953 bis 1955 beim Styria Verlag, ebenfalls in Graz.
Im Jahr 1955 wurde Kafka an der Universität Graz aufgrund der Schrift „Verfassungskrisen als verfassungsrechtliches Problem“ für politische Wissenschaft und österreichisches Verfassungsrecht habilitiert. Er erhielt jedoch zunächst keine Professur, sondern arbeitete von 1956 bis 1961 als Leiter des Referats für staatsbürgerliche Angelegenheiten beim Zentralkomitee der deutschen Katholiken in Bonn-Bad Godesberg. Zugleich lehrte er – nach einer Umhabilitation – an der Universität Mainz. Erst 1961 wurde Kafka zunächst auf eine außerordentliche Professur an der Hochschule für Welthandel in Wien berufen. 1965 wurde er ordentlicher Professor für allgemeine Staatslehre und österreichisches Verfassungsrecht an der Universität Graz. Diesen Lehrstuhl hatte er bis zu seiner Emeritierung ein Jahr vor seinem Tod inne.
Kafka arbeitete im Bereich des Verfassungsrechts und der Politikwissenschaft. Besonders beschäftigte er sich mit der Rolle der politischen Parteien in den modernen Demokratien. Auch setzte er sich kritisch mit der politischen Theologie Carl Schmitts auseinander. Er wird als ein Gründervater der österreichischen Politikwissenschaft angesehen.
Der Grazer Hochschullehrer Wolfgang Mantl war Schüler von Gustav E. Kafka.
Kafka war seit 1930 verheiratet mit Elisabeth geb. Menzel, mit der er vier Kinder hatte.

## Werke (Auswahl)
- Über den Begriff der Richtlinie im Sozialversicherungsrecht, Diss. jur., 1934.
- Verfassungskrisen als verfassungsrechtliches Problem, 1955.
- Die Katholiken vor der Politik, (Hg.), 1958.
- Die verfassungsrechtliche Stellung der politischen Parteien im modernen Staat, in: Veröffentlichungen der Vereinigung der deutschen Staatsrechtslehrer, Heft 17, 1959, S. 53–102.
- Der freiheitliche Sozialismus in Deutschland. Das Godesberger Grundsatzprogramm der SPD in katholischer Sicht, 1960.
- Ziviltheologie heute?, in: Gustav E. Kafka und Ulrich Matz, Zur Kritik der politischen Theologie, S. 25–46, 1973.